# Prise de Kinshasa
Notes
a.  En fuite le 16 mai
b.  En fuite le 17 mai
c.  Assassiné par la DSP le 16 mai
Première guerre du Congo
La prise de Kinshasa a eu lieu le 17 mai 1997 lors de la première guerre du Congo. Cet évènement marque la chute du régime de Mobutu Sese Seko et l'arrivée au pouvoir de Laurent-Désiré Kabila. Les rebelles de l'Alliance des forces démocratiques pour la libération du Congo (AFDL) se rendent maîtres de la ville sans combats contre les mobutistes.

## Contexte
Après la bataille de Kenge, l'avance des rebelles semble inéluctable. Mi-mai, jusqu'à 40 000 soldats des forces armées zaïroises (FAZ) sont réfugiés à Kinshasa mais beaucoup n'ont plus d'armes et seuls quelques milliers de combattants sont encore commandés. Les derniers soldats motivés pour défendre le régime appartiennent surtout à la division spéciale présidentielle (DSP), garde prétorienne de Mobutu. Ils sont renforcés de 1 000 rebelles angolais de l'UNITA.
Les troupes de l'AFDL, mélangées avec les Rwandais de l'armée patriotique rwandaise (APR), sont estimées à 10 000 hommes, dont un grand nombre d'enfants soldats, les kadogo. Mobutu reste à Lubumbashi.

## 15-16 mai

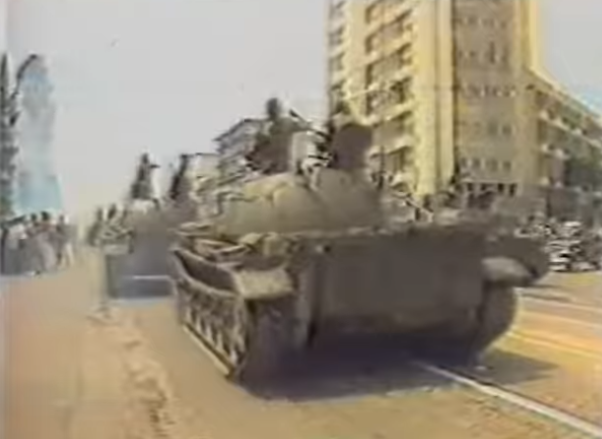
Des chars Type 62 des forces armées zaïroises à Kinshasa en 1985. Sept chars de ce modèle sont abandonnés sans combattre en périphérie de la capitale.

Les 15 et 16 mai, la dernière résistance organisée de la DSP et de l'UNITA est brisée autour du pont sur la Nsele, face à 2 000 combattants rwando-congolais. Le camp de la DSP est investi par les rebelles tandis que 7 chars Type 62 de la 1re division blindée sont abandonnés sans combattre,.
Le général Mahele, chef de l'armée zaïroise, sait que la guerre est perdue et cherche à éviter des combats sanglants dans la ville. Grâce à un téléphone satellitaire fourni par l'ambassadeur américain, il est en contact avec les rebelles depuis le 13 mai. Le 15 au soir, les généraux Mahele, Ilunga et Likulia (alors premier ministre) essayent de convaincre Mobutu de quitter la ville pour éviter un bain de sang. Peu après, les généraux — Bolozi, Nzimbi, Vungbo, Wezabo et Baramato —, mobutistes de l'ethnie Ngbandi et opposés à la reddition du régime, sont réunis autour de Mobutu qui annonce son intention de fuir à Gbadolite. Selon le journaliste François Soudan, les officiers ngbandi de la ville se retrouvent ensuite, sans Mobotu, et dressent une liste des 500 noms de traîtres parmi les Zaïrois.
Le 16 à 9 h 45, Mobutu s'envole dans son Boeing 727 pour Gbadolite, emportant plusieurs millions de dollars. Les dignitaires fuient pour la plupart dans la journée. Ainsi, le général Likulia est reçu à l'ambassade de France. Pour éviter les massacres, les Américains demandent à Kabila de leur laisser le temps de fuir,. Seuls quelques généraux mobutistes restent dans la ville, comme Kongulu Mobutu, fils du président, qui continue à essayer de défendre la ville.
Le 16 au soir, Mahele essaye d'aller calmer les soldats de la DSP dont le chef, le général Nzimbi, a fui à Brazzaville. Pris à partie par les soldats, Mahele est mitraillé malgré l'intervention du général Wezago, adjoint de Nzimbi, et l'arrivée tardive du fils de Kongulu Mobutu.
Après l'assassinat de Mahele, la ville est livrée au pillage avant l'arrivée des rebelles. Les anciens soldats de Mobutu, sans chefs, sont les principaux acteurs de ces pillages.

## Prise de la ville
Le 17 mai 1997 au matin, les colonnes de l'AFDL, notamment le 101e bataillon de l'armée rwandaise, entrent dans la ville. Elles sont notamment guidées par les militants du Front patriotique, un parti politique de l'opposition de gauche zaïroise. « Précédées d'une réputation de discipline », les colonnes de combattants rebelles sont acclamés par la population.
Le capitaine Kongulu Mobutu est le dernier proche de Mobutu à quitter Kinshasa pour Brazzaville, après avoir vainement essayé d'organiser une résistance.

## Suites
Les militaires zaïrois, sans chefs, se rendent pour la plupart pacifiquement. Ils empilent leurs armes et attendent leur enregistrement par l'AFDL. La DSP abandonne son camp de Tshatshi le 17 au soir, sans combattre. Les soldats qui refusent de rendre leurs armes, les anciens membres de la DSP et les fidèles du régime sont tués par les rebelles ou lynchés par la population. Les journalistes étrangers sont témoins de ces exécutions,,. L'estimation du nombre de tués dans les réglements de compte varie de 200 à 654 morts. La Croix-Rouge Zaïroise recensera 228 à 318 cadavres autour de la capitale dans les jours qui suivent. Plusieurs dizaines de soldats sont parqués dans les casernes, tandis que les mobutistes suspectés sont emmenés par milliers en prison. 
Les bâtiments des anciens mobutistes sont pillés par les Kinois.
Laurent-Désiré Kabila arrive le 20 mai 1997 à Kinshasa. Il instaure un régime présidentiel. Son gouvernement compte treize membres: une majorité d'anciens de l'AFDL, deux du Front patriotique et deux transfuges de l'UPDS (parti d'Étienne Tshisekedi, qui reste dans l'opposition).